# Psidium hasslerianum
Psidium hasslerianum là một loài thực vật có hoa trong Họ Đào kim nương. Loài này được Barb.Rodr. miêu tả khoa học đầu tiên năm 1903.